# Carney Island
Carney Island (norska: Carneyøya) är en ö i Antarktis. Den är 8 500 kvadratkilometer stor, och ligger i havet utanför Västantarktis. Inget land gör anspråk på området.